# Чарльз Рендольф
Чарльз Рендольф (англ. Charles Randolph; нар. Нашвілл, Теннессі, США) — американський продюсер та сценарист. Лауреат премій BAFTA та «Оскар» за найкращий адаптований сценарій («Гра на пониження») у співпраці з Адамом Мак-Кеєм.

## Біографія
Чарльз Рендольф народився Нашвілл, Теннессі, США. Закінчив Yale Divinity School у Нью-Гейвені. До зустрічі з братами Ферреллі працював професором культурології та філософії. У 33 розпочав свою кінокар'єру, коли зустрів людей, які працювали з Ферреллі та надихнули написати сценарій. На той час він давав лекції в Університеті Південної Каліфорнії.

## Кар'єра
Сценарій стрічки «Життя Девіда Гейла» був написаний Чарльзом у 1998, коли він працював у одному з Віденських університетів. Спочатку сценарій прочитала дружина Алана Паркера Лайза Моран. Алан також був вражений написаним. Після узгодження авторських прав, почались зйомки фільму. Стрічка побачила світ у 2003. На відміну від кінокритиків, глядачі позитивно сприйняли її.
Спільними зусиллями був створений сценарій фільму «Перекладачка» з Ніколь Кідман у головній ролі. Чарльз спробував себе як продюсер стрічки «Ніжність» 2009. Сценарій наступного фільму почався із книги Джемі Рейді «Hard Sell: The Evolution of a Viagra Salesman». Адаптувавши історію у сценарій, він потрапив на розсуд Едварда Цвіка, який оцінив його, проте вважав, що необхідно доопрацювати. У співпраці Рендольфа, Цвіка та Маршалла Герсковіца текст був доведений до кінця. І у 2010 світ побачив стрічку «Кохання та інші ліки».
Після двох телевізійних пілотів, Реймонд у співавторстві з Адамом Мак-Кеєм створює сценарій комедійної драми «Гра на пониження» на основі однойменного роману Майкла Льюїса. Фільм отримав престижні номінації та нагороди, як і автори сценарію («Оскар», BAFTA).
18 травня 2017 року повідомлялось, що Рендольф напише сценарій до стрічки про скандал навколо колишнього засновника Fox News Роджера Ейлса. 1 серпня 2018 року було оголошено, що він також став продюсером цього фільму.

## Особисте життя
З 2004 одружений з ізраїльською акторкою Мілі Авітал. Пара виховує двох дітей Бенджаміна та Фанні.

## Фільмографія

### Фільми
| Рік  | Назва                                 | Оригінальна назва                 | Примітки                                           |
| ---- | ------------------------------------- | --------------------------------- | -------------------------------------------------- |
| 2001 | «Безіменний проект Чарльза Рендольфа» | Untitled Charles Randolph Project | телефільм; сценарист, виконавчий продюсер          |
| 2003 | «Життя Девіда Гейла»                  | The Life of David Gale            | сценарист                                          |
| 2005 | «Перекладачка»                        | The Interpreter                   | сценарист                                          |
| 2009 | «Ніжність»                            | Tenderness                        | продюсер                                           |
| 2010 | «Кохання та інші ліки»                | Love & Other Drugs                | сценарист, продюсер                                |
| 2010 | «Чудові Меладі»                       | The Wonderful Maladys             | телевізійний пілот; сценарист, виконавчий продюсер |
| 2013 | «Місіонер»                            | The Missionary                    | телевізійний пілот; сценарист, виконавчий продюсер |
| 2015 | «Гра на пониження»                    | The Big Short                     | сценарист                                          |
| 2016 | «На виду»                             | Exposed                           | телефільм; сценарист, виконавчий продюсер          |
| 2019 | «Секс-бомба»                          | Bombshell                         | сценарист, продюсер                                |